# Johan Jansson Beck-Friis
Lars Johan Jansson Beck-Friis, född 5 september 1959, i Uppsala församling, är en svensk veterinär. Sedan 2021 arbetar han dels vid Linnéuniversitetet som adjungerad lärare i djurskydd vid fakulteten för hälso- och livsvetenskap, dels som internationell veterinärexpert hos Djurskyddet Sverige.

## Biografi
Beck-Friis var tidigare informationschef vid Sveriges veterinärförbund och chefredaktör för Svensk veterinärtidning. Han deltog som regeringsexpert i den statliga Djurtransportutredningen (SOU 2003:6) 2001–2003 och i utredningen om en ny djurskyddslag (SOU 2011:75) 2009–2011. Han var även styrelseledamot i Djurskyddet Sverige 2007–2014.
Från februari 2018 till 2021 var han generalsekreterare för Svenska Djurskyddsföreningen, där han efterträdde Lillemor Wodmar.
Han är son till läkaren Barbro Beck-Friis.